# Knut Magne Valle
Knut Magne Valle, poznatiji kao Møllarn i Phantom FX (Gjerstad, Norveška, 5. kolovoza 1974.), norveški je heavy metal- glazbenik, gitarist, skladatelj i producent.
Najpoznatiji je kao gitarist sastava avangardnog metala Arcturus, kojem se pridružio 1996. nakon objave albuma Aspera Hiems Symfonia. Također je vlasnik glazbenog studija Mølla i profesor gitare u školi Gitarskolen. Bio je i gitarist sastava Ulver. 
Ima suprugu i troje djece.

## Diskografija
Arcturus
- La Masquerade Infernale (1997.)
- The Sham Mirrors (2002.)
- Sideshow Symphonies (2005.)
- Arcturian (2015.)

Kao gost
- Ulver – Themes from William Blake's The Marriage of Heaven and Hell (1998.)
- Fleurety – Department of Apocalyptic Affairs (2000.)
- Ancestral Legacy – Nightmare Diaries (2010.)

Kao producent
- Arcturus – La Masquerade Infernale (1997.)
- Mayhem – Wolf's Lair Abyss (1997.)
- Ulver – Themes from William Blake's The Marriage of Heaven and Hel (1998.)
- Aura Noir – Deep Tracts of Hell (1998.)
- Ragnarok – Diabolical Age (2000.)
- Fleurety – Department of Apocalyptic Affairs (2000.)
- Arcturus – The Sham Mirrors (2002.)
- Arcturus – Sideshow Symphonies (2005.)
- Mayhem – Ordo Ad Chao (2007.)
- Ravencult – Temples of Torment (2007.)
- Ancestral Legacy – Nightmare Diaries (2010.)
- Nidingr – Wolf-Father (2010.)
- Lord Impaler – Admire the Cosmos Black (2011.)
- Mayhem – Esoteric Warfare (2014.)
- Among Gods – Monument (2014.)
- Arcturus – Arcturian (2015.)
- Vanvidd – Vanvidd (2016.)
- Vorbid – Mind (2018.)